# Buergeria
Sous-famille
Genre
Synonymes
- Bürgeria Tschudi, 1838
- Dendricus Gistel, 1848

Buergeria est un genre d'amphibiens de la famille des Rhacophoridae, le seul de la sous-famille des Buergeriinae.

## Répartition
Ce genre regroupe quatre espèces qui se rencontrent à Taïwan, à Hainan et au Japon.

## Liste des espèces
Selon Amphibian Species of the World (22 avril 2013) :
- Buergeria buergeri (Temminck & Schlegel, 1838)
- Buergeria japonica (Hallowell, 1861)
- Buergeria oxycephala (Boulenger, 1900)
- Buergeria robusta (Boulenger, 1909)

## Publications originales
- Channing, 1989 : A re-evaluation of the phylogeny of Old World treefrogs. South African Journal of Zoology, vol. 24, no 2, p. 116–131 (texte intégral).
- Gistel, 1848 : Naturgeschichte des Thierreichs für höhere Schulen, p. 1-216.
- Tschudi, 1838 : Classification der Batrachier, mit Berucksichtigung der fossilen Thiere dieser Abtheilung der Reptilien, p. 1-99 (texte intégral).